# Erica fimbriata
Erica fimbriata är en ljungväxtart som beskrevs av Gábor Gabriel Andreánszky. Erica fimbriata ingår i släktet klockljungssläktet, och familjen ljungväxter. Inga underarter finns listade i Catalogue of Life.